# 사두증

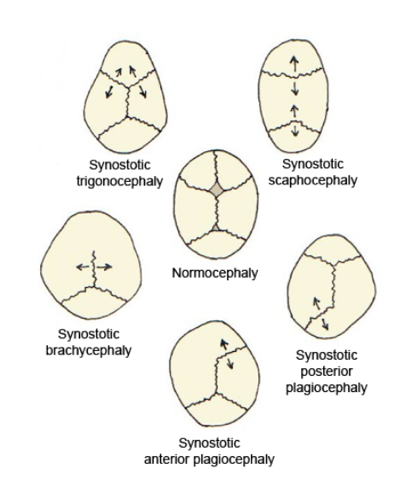
사두증과 다른 두개골 기형

사두증(斜頭症, Plagiocephaly)은 머리뼈가 비대칭적으로 변형(한쪽 면의 평평함)된 질환이다. 이 질환은 뒤침 상태를 너무 오랫동안 유지함으로써 머리 뒤쪽이나 한쪽 면이 평평한 점이 특징이다.
사두증이라는 용어는 머리 모양을 가로지르는 대각선 비대칭을 나타낸다. 이 단어는 특히 머리 뒤쪽 한쪽이 평평한 상태를 말하며 종종 얼굴의 비대칭성이 나타난다. 사두증은 두 그룹으로 나눌 수 있다: 1개 이상의 두개골 봉합(suture)이 융합된 synostotic plagiocephaly와 nonsynostotic (deformational)plagiocephaly가 있다. 두 그룹의 사두증에 대해서는 수술적인 치료가 행해지는데, nonsynostotic(deformational) plagiocephaly의 치료에 대해서는 논란의 여지가 있다. 단두증(Brachycephaly)은 머리 뒤쪽 전체가 평평한 매우 넓은 머리 모양을 말한다.

## 어원
그리스어로 plagio는 "기울어진", 인도 게르만 공통 조어에서 plag-는 "얇은, 퍼진"을 의미한다. 라틴어 cephal- 은 "머리, 두개골, 뇌"를 의미한다. 이를 합쳐 평평한 머리를 말한다.

## 원인
경미한 사두증은 출생시에 흔히 관찰되며 자궁 내의 좁은 환경이 이런 경우 "다이아몬드" 형태의 머리를 형성한다. 머리뼈가 이른 시기에 닫히게 되면, 두개골유합(Craniosynostosis)이라는 표현을 더 자주 사용한다.
사두증의 유병률은 영아돌연사증후군을 막기 위해 부모들이 아기를 등을 대고 눕히는 것이 권장되면서 급증했다.
자료들은 또한 쌍둥이나 다생아의 경우 사두증일 확률이 더 증가하며, 조산아나 태아가 역위 상태나 등과 등을 맞대고 있는 자세로 있을 때, 또한 분만 시간이 길 경우 증가함을 보여준다.

## 진단

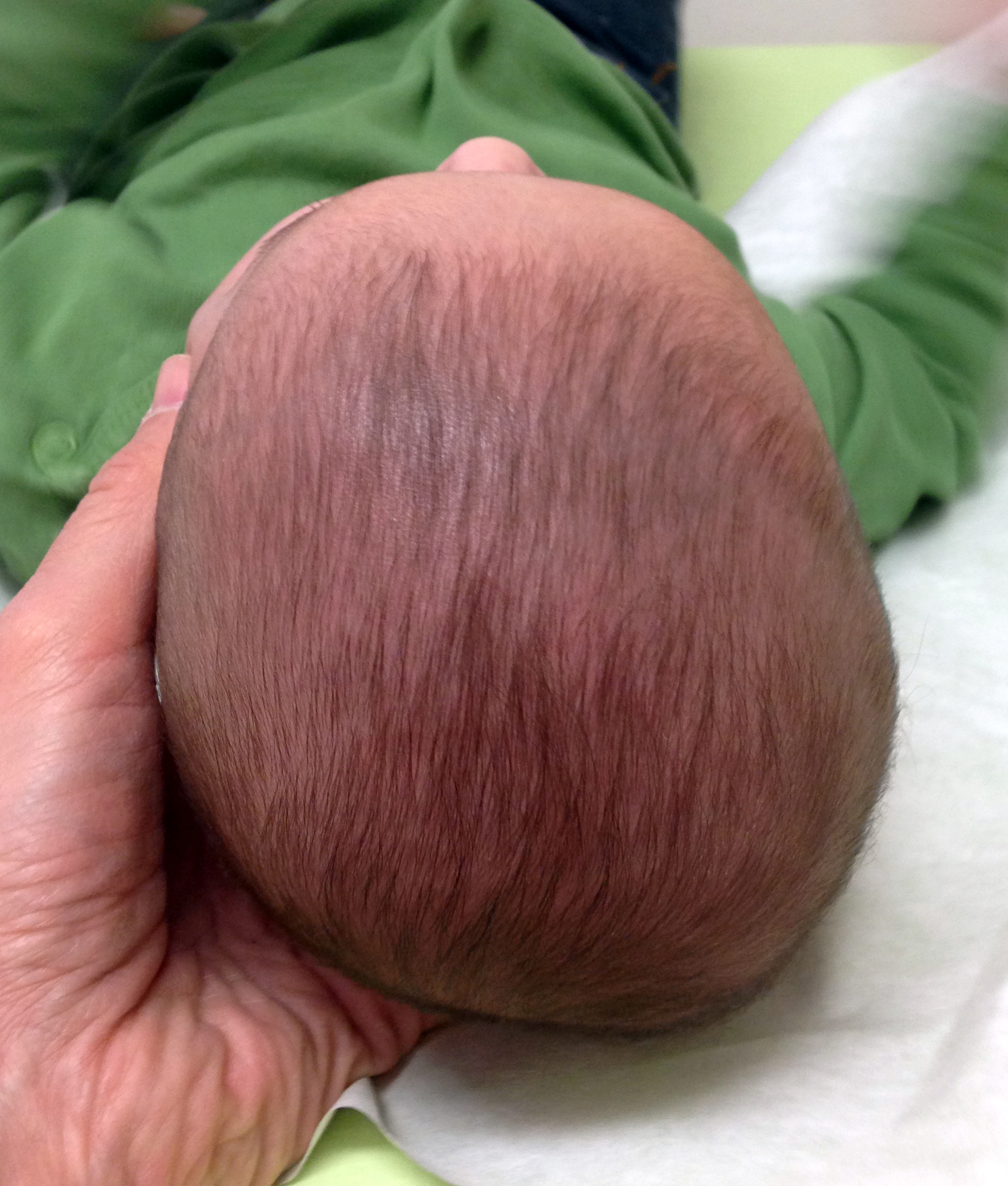
왼쪽 후방의 사두증

의사나 소아과 전문의가 수행하는 신체 및 발달 단계 진단이 이루어진다. 아기의 봉합의 존재 여부를 확인하기 위해 영상을 활용하여 진단할 수 있다. 봉합 부위가 보이지 않으면, 두개골유합을 의심해 볼 수 있다.

## 예방
예방을 위해서는 아기의 배가 바닥에 놓이게 아기를 엎어놓는 시간(Tummy time)을 가지게 하는 방법이 있다. 이를 통해 아이에게 중도나 심각한 사두증이 진행되는 것을 막을 수 있다.

## 치료
아이가 자라면서 사두증의 상태가 어느 정도 호전될 수 있지만, 가정 요법이나 물리 치료를 통해서 아기의 머리 모양을 바로잡을 수 있다.
사두증이 심한 경우 초기에 치료를 하는 것이 심각성의 정도를 완화시키는 데에 중요하다.

### 재배치
초기에는 아기가 하루 종일 복부를 바닥에 대고 있는 자세를 취하게 하여 문제가 생긴 부위에 가해지는 압박을 줄인다.
이는 하루 종일 아기의 머리를 재배치하여 머리의 둥근 부분이 매트리스에 닿도록 하는 것을 포함한다. 부모나 다른 사람들을 볼 때 다른 방향을 보게 하고, 동일한 이유로 아기의 장난감의 위치를 재배치한다. 차량 내에서 또는 차량 외에서도 사두증을 악화시키는 누운 자세에서 오랜 시간 수면을 취하는 것을 막는다. 아기를 재배치 시켰을 때 불편함을 호소하거나 우는 경우 목에 문제가 생기지 않았는지를 확인한다.

### 헬멧
아기의 머리 모양에 따라 두개골 정형술(아기 헬멧)을 사용하는 데에는 충분한 근거가 없으며, 아기 헬멧의 사용에 관해서는 논란이 지속되고 있다. 통상적인 치료가 성공적이지 않다면 헬맷은 비정상적인 머리 모양을 바로잡는 데에 도움이 될 수 있다. 이 헬멧은 3~18개월의 아기의 머리 모양이 정상 상태로 돌아오도록 부드럽게 머리 모양을 변형하는데 deformational plagiocephaly, brachycephaly, scaphocephaly나 다른 두개골 형태 기형의 치료에 사용된다. 이러한 치료는 심각한 두개골 형태 기형의 치료에 사용된다.

## 예후
앞선 조사에 따르면, 사두증을 가진 아이는 발달 장애를 가질 위험이 높을 수 있다고 한다.사두증은 운동기능과 언어 발달 지연과 관련된다. 발달 지연은 사두증을 가진 아기에게서 더 자주 일어나지만, 사두증이 그 원인이라고는 결론지을 수는 없다.

## 같이 보기
- 편두 (풍습)